# Ễnh ương Borneo
Ễnh ương Borneo (danh pháp hai phần: Glyphoglossus flavus) là một loài ễnh ương trong họ Microhylidae. Chúng được tìm thấy ở Malaysia và có thể cả Brunei.
Môi trường sống tự nhiên của chúng là các khu rừng ẩm ướt đất thấp nhiệt đới hoặc cận nhiệt đới, đầm nước nhiệt đới hoặc cận nhiệt đới, và đầm nước ngọt có nước theo mùa.